# UFC Fight Night: Tuivasa vs. Tybura
UFC Fight Night: Tuivasa vs. Tybura (conosciuto anche come UFC Fight Night 239, UFC on ESPN+ 97 oppure UFC Vegas 88) è stato un evento di arti marziali miste tenuto dalla Ultimate Fighting Championship il 16 marzo 2024 all'UFC Apex di Las Vegas, negli Stati Uniti.

## Risultati
|                  | Divisione               |                     |                 |                       | Metodo                                      | Round           | Tempo           | Premio          |
| Card Principale  | Card Principale         | Card Principale     | Card Principale | Card Principale       | Card Principale                             | Card Principale | Card Principale | Card Principale |
| ---------------- | ----------------------- | ------------------- | --------------- | --------------------- | ------------------------------------------- | --------------- | --------------- | --------------- |
|                  | Pesi massimi            | Marcin Tybura       | batte           | Tai Tuivasa           | Sottomissione tecnica (rear-naked choke)    | 1               | 4:08            | POTN            |
|                  | Pesi welter             | Bryan Battle        | vs              | Ange Loosa            | No Contest (colpo all'occhio accidentale)   | 2               | 1:00            |                 |
|                  | Pesi mediomassimi       | Ovince Saint Preux  | batte           | Kennedy Nzechukwu     | Decisione non unanime (29–28, 28–29, 29–28) | 3               | 5:00            |                 |
|                  | Pesi piuma              | Christian Rodriguez | batte           | Isaac Dulgarian       | Decisione non unanime (27–28, 28–27, 28–27) | 3               | 5:00            |                 |
|                  | Pesi gallo femminili    | Macy Chiasson       | batte           | Pannie Kianzad        | Sottomissione (rear-naked choke)            | 1               | 3:54            | POTN            |
|                  | Pesi medi               | Gerald Meerschaert  | batte           | Bryan Barberena       | Sottomissione tecnica (face crank)          | 2               | 4:23            |                 |
| Card Preliminare |                         |                     |                 |                       |                                             |                 |                 |                 |
|                  | Catchweight (156.5 lbs) | Mike Davis          | batte           | Natan Levy            | Sottomissione (arm-triangle choke)          | 2               | 1:43            |                 |
|                  | Catchweight (137 lbs)   | Chelsea Chandler    | batte           | Josiane Nunes         | Decisione unanime (29–28, 29–28, 29–28)     | 3               | 5:00            |                 |
|                  | Pesi mosca              | Jafel Filho         | batte           | Ode' Osbourne         | Sottomissione (rear-naked choke)            | 1               | 4:27            | POTN            |
|                  | Catchweight (148.5 lbs) | Danny Silva         | batte           | Joshua Culibao        | Decisione non unanime (29–28, 28–29, 29–28) | 3               | 5:00            |                 |
|                  | Pesi paglia femminili   | Jaqueline Amorim    | batte           | Cory McKenna          | Sottomissione (armbar)                      | 1               | 1:38            | POTN            |
|                  | Pesi leggeri            | Thiago Moisés       | batte           | Mitch Ramirez         | KO tecnico (calci alle gambe)               | 3               | 0:15            |                 |
|                  | Pesi gallo              | Chad Anheliger      | batte           | Charalampos Grigoriou | Decisione unanime (30–27, 29–28, 29–28)     | 3               | 5:00            |                 |

## Premi
I lottatori premiati ricevettero un bonus di 50.000 dollari.
Legenda:
- FOTN: Fight of the Night (vengono premiati entrambi gli atleti per il miglior incontro dell'evento)
- POTN: Performance of the Night (viene premiato il vincitore per la migliore performance dell'evento)